# 戦域弾道ミサイル
戦域弾道ミサイル（せんいきだんどうミサイル、英語: Theatre ballistic missile, TBM）は、弾道ミサイルの中で中距離弾道ミサイルと戦術弾道ミサイルの中間に位置する射程300-3,500km程度のもの。
中距離弾道ミサイルとの差異は、射程がやや短いのみであるが、厳密な区分はない。冷戦期においては、発射地・着弾地ともヨーロッパ域内での使用が考えられていた。そのため、中距離核戦力全廃条約の対象となっている。
この規模のミサイルは、RT-15など1960年代には地上移動発射方式が開発されてきている。

## 代表的な戦域弾道ミサイル
アメリカ合衆国
- PGM-17 ソー
- PGM-19 ジュピター

 ウクライナ
- Sapsan

 北朝鮮
- KN-02

 ソビエト連邦
- R-5（SS-3、シャイスター）
- RT-15（SS-14、スケープゴート）
- R-12 (SS-4、サンダル)
- TR-1 (SS-12、スケールボード)
- OTR-23 オカー
- OTR-21 トーチカ

 中華人民共和国
- B-611

 ロシア
- 9K720